# Jacqueline Carey

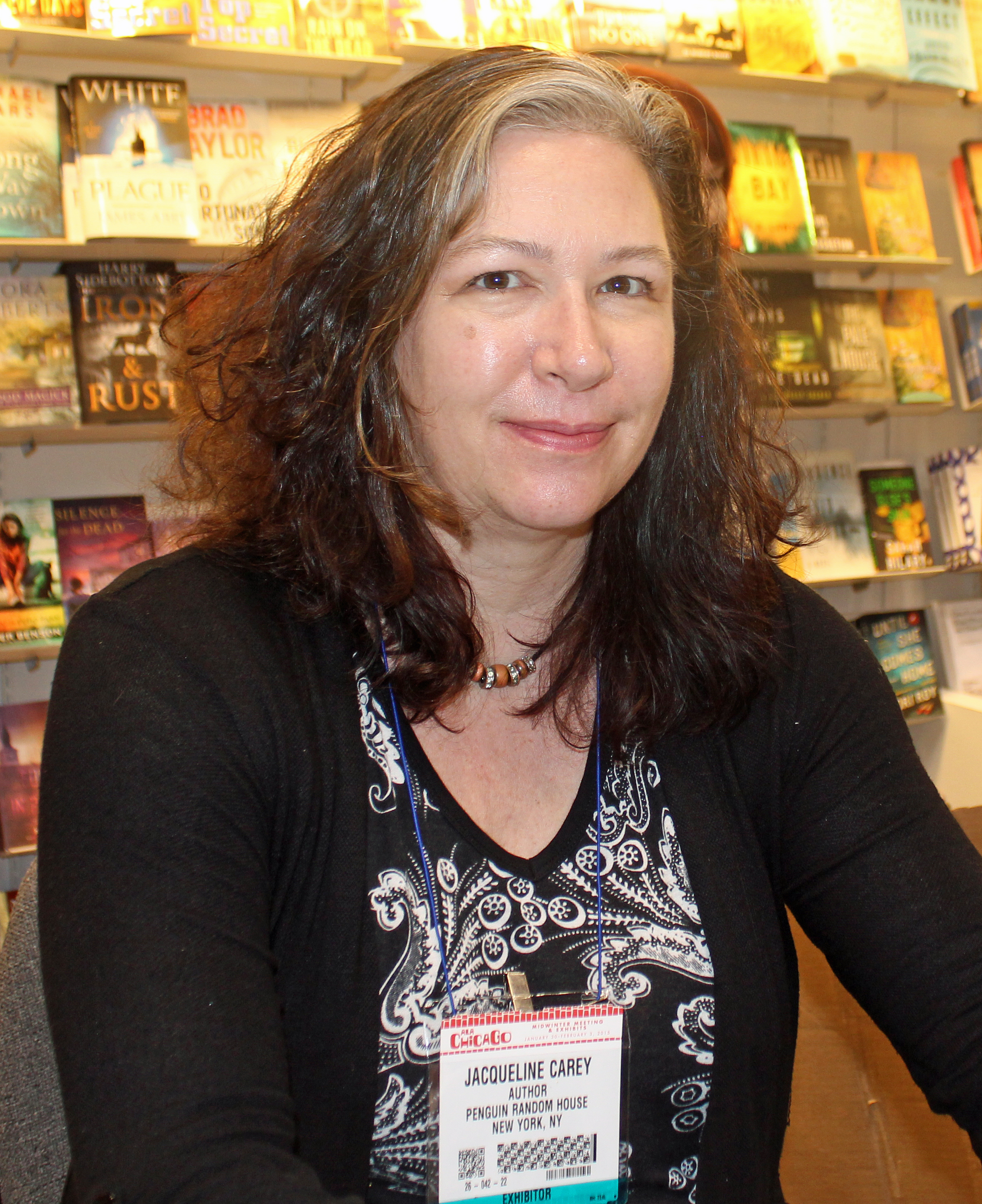
Jacqueline Carey

Jacqueline Carey (Highland Park (Illinois), 1964) is een Amerikaans schrijfster van fantasyboeken. Ze studeerde psychologie en Engelse literatuur.
Haar eerste fantasyboek is Kushiëls pijl (Kushiel's Dart) uit 2001. Hiervoor ontving ze het volgende jaar een Locus Award voor beste debuutroman. Het verhaal van haar heldin, de courtisane Phèdre, zette zij voort in Kushiëls keuze (Kushiel's Chosen) en Kushiëls werktuig (Kushiel's Avatar) uit 2002 en 2003.
Careys volgende fantasyserie heet The Sundering, en bevat tot heden (2006) twee boeken. Dit verhaal ligt in de traditie van J.R.R. Tolkiens In de ban van de ring, maar is verteld vanuit het gezichtspunt van de Kwade Kant.
- Bibliothèque nationale de France: cb160240173 (data)
- Gemeinsame Normdatei: 124218199
- International Standard Name Identifier: 0000 0001 0972 1339
- Library of Congress Control Number: n97088503
- Bibliotheek van het Japanse parlement: 01168717
- Nationale Bibliotheek van Tsjechië: xx0094396
- Nationale Bibliotheek van Polen: a0000002506091
- Nederlandse Thesaurus van Auteursnamen: 242697607
- Istituto Centrale per il Catalogo Unico: RAVV439281
- Système universitaire de documentation: 139517502
- Virtual International Authority File: 52617113
- WorldCat: E39PBJmxVMtkk3vf7Wxhmfjt8C